# Alexander Skantze
Alexander Torbjörn Patrik Skantze, född 5 november 1972 i Hedvig Eleonora församling i Stockholm, är en svensk författare, dramaturg och lärare i dramaturgi vid Stockholms konstnärliga högskola. 
Skantze, som är filosofie magister i statsvetenskap och nationalekonomi, debuterade 1993 med brevromanen Grattis Gud. Romanen behandlar temat ondska och meningslöst våld och ger läsaren en inblick i hur en  ”värsting” tänker och handlar. Han har även varit kulturskribent på Expressen.
Han är son till Patrik Skantze och Margareta Skantze.

## Manus - Dramaturg
- 2003 – Berglunds begravningar (TV-serie; Författare)
- 2004 – En familj (Kortfilm; Författare)
- 2019 – 438 dagar (Film; Dramaturg)
- 2020 – Viventu (Kortfilm; Författare)
- 2022 – Svart krabba (Film; Dramaturg)
- 2022 – Roslund & Hellström: Cell 8 (Miniserie; Manuskonsult)
- 2023 – Åsneland (Kortfilm; Dramaturg)

## Priser och utmärkelser
- 1994 – Katapultpriset för Grattis Gud